# Ludwik Sztyrmer

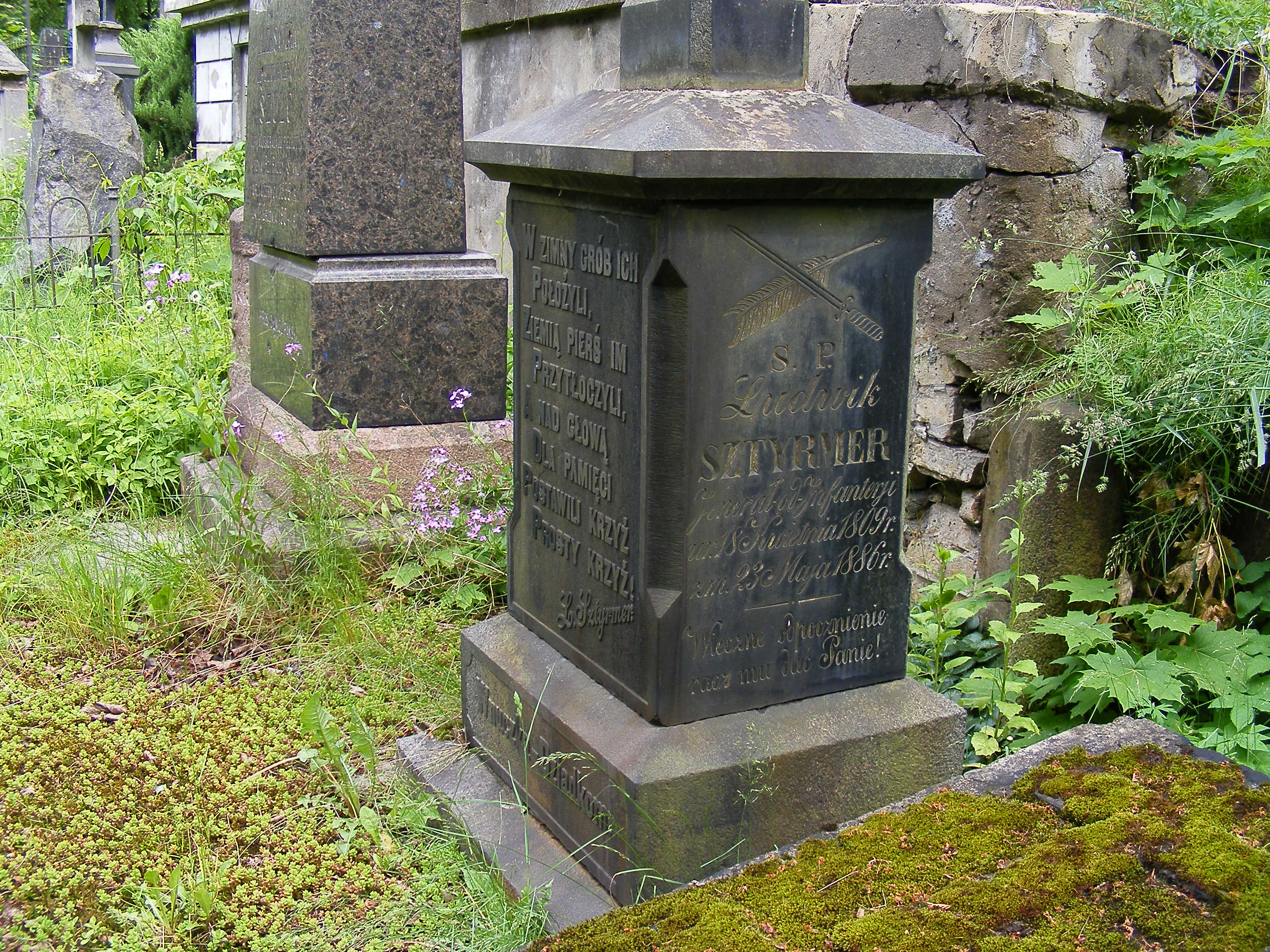
Grób Ludwika Sztyrmera na cmentarzu Na Rossie

Ludwik Sztyrmer (Штюрмер Людвиг, Штырмер Людвик, ur. 30 kwietnia 1809 w Płońsku, zm. 4 czerwca 1886 w Landwarowie pod Wilnem) – polski prozaik, powieściopisarz i poeta, generał-lejtnant rosyjski i krytyk literacki.

## Życiorys
Urodził się w Płońsku jako syn Jakuba Stürmera, lekarza wojskowego niemieckiego pochodzenia i Julianny Linkowskiej, jego drugiej żony. W 1824 ukończył korpus kadetów w Kaliszu, a w 1829 oficerską Szkołę Wojskową Aplikacyjną w Warszawie. W czasie pobytu w szkole rozwijał także swoje zainteresowania literackie, czytał francuskich klasyków, poezję romantyczną, uczył się języków obcych (wiadomo o jego lekturach po francusku, niemiecku i angielsku); pisał tam też swoje pierwsze próby poetyckie. W 1830 ukazała się jego pierwsza publikacja - rozprawka psychologiczna O magnetyzmie zwierzęcym. Brał udział w powstaniu listopadowym. W bitwie pod Grochowem w 1831 został wzięty do niewoli rosyjskiej i zesłany do Wiatki (obecnie Kirow). W 1832 wstąpił do armii rosyjskiej. W latach 1832–1834 służył w Finlandii, w czasie pobytu tam pisał pamiętnik, obejmujący także czasy młodości (zaginiony; zachował się tylko we fragmentach cytowanych przez Piotra Chmielowskiego w jego książce Nasi powieściopisarze). W 1834 podjął studia w akademii wojskowej w Petersburgu. Około 1838 ożenił się z Eleonorą Janowską. Zadebiutował literacko w 1841 w czasopiśmie „Niezabudka” opowiadaniem Pantofel. Historia mojego kuzyna; później publikował inne opowiadania i powieści, wszystkie pod nazwiskiem żony - Eleonory Sztyrmer. Był członkiem koterii petersburskiej w latach 1842–1845, publikował artykuły publicystyczne w „Tygodniku Petersburskim” pod pseudonimem Gerwazy Bomba. W tym czasie przebywał często w towarzystwie Henryka Rzewuskiego i Józefa Emanuela Przecławskiego. Pod koniec życia cierpiał na chorobę psychiczną (lekarze orzekali „rozmiękczenie mózgu”); od 1880 był zupełnie niepoczytalny.

## Twórczość
Uznawany jest za prekursora polskiej prozy psychologicznej, a także za jednego z pierwszych polskich twórców prozy fantastycznej. Głównym tematem jego twórczości jest „charakter” - psychika człowieka i czynniki ją kształtujące. Bohaterami jego prozy są często ludzie społecznie niedostosowani, ogarnięci obsesją, szaleńcy. Utwory Sztyrmera zawierają też elementy konserwatywnej krytyki społecznej oraz polemiki ze stylistyką i tematyką literatury romantycznej (jednocześnie jednak bogato czerpią ze środków romantycznej frenezji). Za ważne źródło inspiracji jego pisarstwa uznaje się dzieła Ernsta Theodora Amadeusa Hoffmanna, w sposobie narracji wiele czerpią też z Laurence’a Sterne’a.
Najważniejszą i najbardziej charakterystyczną postacią jego prozy jest (pojawiający się w kilku utworach, ale przede wszystkim w debiutanckim Pantoflu. Historii mojego kuzyna) Pantofel - człowiek wrażliwy i inteligentny, ale chorobliwie nieśmiały, niedostosowany do życia, naiwny i o słabej woli. Kreacja tej postaci sięga też do pewnych elementów biografii samego Sztyrmera.
Frenofagiusz i Frenolesty to opowiadanie o literacie, który szukając źródeł inspiracji trafia do szpitala oo. bonifratrów w Warszawie, funkcjonującego jako szpital dla obłąkanych. To miejsce okazuje się królestwem tajemniczego Frenofagiusza, pożeracza ludzkich mózgów i jego sług Frenolestów - istot na różne sposoby doprowadzających ludzi do obłędu. Utwór składa się z serii obrazków-szkiców psychologicznych, z których każdy przedstawia historię jednego pacjenta szpitala dla obłąkanych. Frenofagiusz i Frenolesty to opowiadanie zawierające wiele elementów fantastycznych, poruszające tematy psychologiczne (konstrukcja ludzkiej psychiki, szaleństwo, obsesja), a także metaliterackie.
Dusza w suchotach. Wyciąg z papierów doktora to opowiadanie-spowiedź życia śmiertelnie chorego Karola, postaci reprezentującej typ bajroniczny. Utwór ma silny wydźwięk moralizujący, chrześcijański, a także krytykuje wzorce osobowe literatury romantycznej. Jednocześnie Dusza w suchotach wykorzystuje wiele wątków młodzieńczego pamiętnika Sztyrmera.
Czarne oczy to utwór o ekscentrycznym młodzieńcu Chryzantym Dewilskim, który balansuje na granicy obłędu ze względu na swoją miłość do kobiety z obrazu oraz ciążącą nad nim tajemniczą przepowiednię. W tym opowiadaniu (wyraźnie inspirowanym Diablimi eliksirami Hoffmanna) występują liczne elementy fantastyczne, dużo mniej wyraźne jest też charakterystyczne dla Sztyrmera moralizujące przesłanie utworu.
Późniejsza twórczość Ludwika Sztyrmera (Kataleptyk, Światło i cienie, Noc bezsenna) jest przez badaczy uważana za znacznie słabszą literacko, nie była też nigdy wznawiana po XIX wieku.
Po 1859 Sztyrmer pisał wyłącznie fachowe prace z dziedziny wojskowości (po rosyjsku).

## Publikacje
- Pantofel. Historia mojego kuzyna (1841)
- Trupia główka (1842)
- Frenofagiusz i Frenolesty (1843)
- Dusza w suchotach. Wyciąg z papierów doktora (1843)
- Czarne oczy (1844)
- Kataleptyk. Powieść nieboszczyka Pantofla (1846)[3][4]
- Światło i cienie (1847-1848)[5][6]
- Noc bezsenna. Rozmyślania i pamiątki nieboszczyka Pantofla z papierów po nim pozostałych ogłoszone (1859)[7][8]